# 井上勝純
井上 勝純（いのうえ かつずみ、1884年（明治17年）7月1日 - 1938年（昭和13年）9月15日）は、日本の海軍軍人、政治家、子爵。最終階級は海軍大佐。貴族院議員。旧名は松浦純。

## 経歴
東京府で伯爵・松浦詮の八男として生まれ、子爵・井上勝の婿養子となる。1906年（明治39年）11月、海軍兵学校（34期）を卒業し、1907年（明治40年）12月に海軍少尉任官。1909年（明治42年）2月、勝純に改名。1910年（明治43年）8月、養父の死去に伴い子爵を襲爵。海軍大学校選科で学んだ。
以後、第2南遣枝隊参謀、横須賀鎮守府付、臨時青島要港部副官、「扶桑」分隊長、軍令部出仕（第3班第5課）、伊集院五郎元帥副官、「伊勢」分隊長、オランダ私費留学、フランス留学、「山城」分隊長、軍令部出仕（第3班第5課）、軍令部参謀などを経て、1923年（大正12年）12月、海軍中佐に進級。
ドイツ大使館付武官、「駒橋」艦長、給油艦「洲埼」特務艦長などを歴任し、1928年（昭和3年）12月、海軍大佐となる。「矢矧」艦長、「磐手」艦長、「加古」艦長などを経て、1931年（昭和6年）12月、予備役に編入された。
1933年（昭和8年）8月12日、補欠選挙で貴族院子爵議員に選出され、研究会に所属し死去するまで貴族院議員を勤めた。墓所は品川区東海寺大山墓地。

## 親族
- 妻：千八重子（1888年 - 1952年） - 養父二女[2]
- 長女：正子（1910年 - 1953年） - 商法学者鈴木竹雄と結婚[2]
- 長男：勝英（1911年 - 1997年） - 子爵[2]
- 次女：加禰子（1913年 - 1930年）[2]